# Simona Vrzalová
Simona Vrzalová (* 7. dubna 1988 Český Těšín) je česká atletka, běžkyně na střední a dlouhé tratě.
Pochází z Českého Těšína, je členkou SSK Vítkovice. Do domácí běžecké špičky se dostala v roce 2016, o rok později dosáhla úspěchů i na mezinárodním poli, doběhla desátá na 1500 metrů na halovém mistrovství Evropy. V sezóně 2018 se ještě zlepšila, ve finále běhu na 1500 metrů na evropském šampionátu v Berlíně obsadila páté místo. V únoru 2019 překonala 28 let starý český halový rekord na této trati časem 4:05,73. 
Na halovém mistrovství Evropy v Glasgow v březnu 2019 obsadila v běhu na 1500 metrů šesté místo.